# ألان وايت (لاعب كريكت)
ألان وايت (4 أبريل 1935 بسيدني في أستراليا - ) (بالإنجليزية: Alan Wyatt)‏ هو لاعب كريكت أسترالي.

## وصلات خارجية
- ألان وايت (لاعب كريكت) على موقع إي آس بي آن كريك إنفو (الإنجليزية)